# 經渠穴
經渠穴是属于手太陰肺經的腧穴，是肺經的經穴。

## 定位
桡骨茎突与桡动脉之间的凹陷处，腕横纹上1寸。

## 主治
咳嗽、气喘、胸痛等。

## 操作
直刺0.3-0.5寸；不灸。